# التقصير في أداء الواجب
التقصير في أداء الواجب هو جريمة محددة بموجب قانون الولايات المتحدة القسم 10,892 المادة (92) ويطبق على جميع أفرع القوات المسلحة الأمريكية. ويطبق على فرد الخدمة المهمل الذي يرفض عمدًا أداء واجبه (أو إطاعة الأوامر) أو أعجز نفسه على النحو الذي لا يستطيع معه أداء واجبه. ويشمل هذا العجز استغراق الشخص في النوم أثناء أداء واجب يتطلب اليقظة أو دخوله في حالة سكر أو تسمم أو خلاف ذلك، وترتب على ذلك أن يكون غير قادر على أداء واجباته، أو اطلاق النار على نفسه وبالتالي يكون غير قادر على أداء أي واجب، أو إخلاء موقعه بما يتعارض مع اللوائح. تطبق المادة 92 أيضا على أفراد الخدمة ممن تصل أفعالهم أو إهمالهم إلى مستوى سلوك الإهمال الجنائي. وقعت أول حالة اتهام من هذا القبيل في أثناء الحرب العالمية الثانية عندما مثل كل من الملازم ويليام سينكوك والملازم ثيودور باليدز وهما من قوات الجيش الجوية أمام المحكمة العسكرية بتهمة التقصير في أداء الواجب عندما أسقطا قنابل عن طريق الخطأ فوق زيورخ وهي مدينة في سويسرا الدولة المحايدة خلال تلك الحرب. وتمت تبرئتهما في وقت لاحق.

## التفاصيل
في القانون الموحد للقضاء العسكري الأمريكي (UCMJ)، توجه تهمة التقصير في أداء الواجب في إطار اللوائح التي تنظم عدم إطاعة الأوامر أو اللوائح.
Any person subject to this chapter who—
...
(3) is derelict in the performance of his duties;
وقد يشمل العقاب عقوبات تصل إلى الإعدام (في وقت الحرب). في غير أوقات الحرب، فإن الحد الأقصي المسموح به للعقوبة هو التسريح من الخدمة ومصادرة جميع الأجور والبدلات، والحبس لمدة سنة واحدة (عشر سنوات لأفراد الخدمة الذين يتلقون رواتب خاصة وفقًا للمادة 37 من قانون الولايات المتحدة رقم 310).

## إثبات التقصير
من أجل مقاضاة فرد خدمة وفقًا للمادة 92، يجب على الحكومة أن تثبت بما لا يدع مجالاً للشك أن فرد الخدمة علم (أو كان ينبغي عليه أن يعلم بشكل معقول) واجباته وأنه كان إما من خلال الإهمال أو العجز المتعمد (أي، لا يستطيع أداء واجبه بعذر مقبول)، قد قصر في أداء واجباته.
على أن يكون الواجب منصوصًا عليه في أي مما يلي:
- في معاهدة
- النظام الأساسي
- لائحة
- أمر قانوني
- إجراءات العمل القياسية
- العرف السائد للخدمة

أن يمتلك فرد الخدمة المعرفة الفعلية بواجباته والتي يمكن إثباتها عن طريق:
- اللوائح
- التدريب / كتيبات التشغيل
- المؤلفات الأكاديمية
- شهادة من أفراد الخدمة تولوا مناصب مماثلة
- العرف السائد للخدمة

## الحارس / المراقب
تتضمن المادة 113 ("سوء سلوك الحارس") من القانون الموحد للقضاء العسكري عناصر السلوك التي هي في حد ذاتها أمثلة على التقصير في أداء الواجب:
1. السكر أثناء الخدمة
2. النوم أثناء الخدمة
3. مغادرة موقع الخدمة بغير تصريح

## أمثلة: العقوبة غير القضائية

### عدم اتباع التعليمات والتوجيهات
تم تخفيض رواتب كل من مساعد أول وطيار الدرجة الأولى المتمركزان في قاعدة سيمور جونسون الجوية بمقدار 300 و200 دولار أمريكي على التوالي شهريًا ولمدة شهرين عندما أدت أفعالهم إلى تأخر إقلاع الطائرات وإيقاف الطائرات اللاحقة. وتمت إدانتهم بعدم اتباع تعليمات القوات الجوية 21-101، وسياسة توجيه القوات الجوية 31-3 والنظام التقني 00-20-1، وعوقبوا أيضًا بإضافة 14 يوم خدمة ولفت نظرهم في ملفاتهم العسكرية .

### سوء استخدام الممتلكات الحكومية
تم تخفيض رتبة طيار الدرجة الأولى المتمركز في قاعدة سيمور جونسون الجوية إلى رتبة طيار عندما عوقبت بعقوبة غير قضائية للتقصير في أداء الواجب. واتهمت بوجود 7000 دولار أمريكي على بطاقة سفرها للاستعمال الشخصي.

## مثال: المحكمة العسكرية

### الولايات المتحدة ضد ألين لوسون القضية رقم 33 قضاء عسكري 946
في أغسطس 1988، توفي نائب العريف جاسون روثر بالقوات البحرية في تدريبات الصحراء في 29 بالمز، كاليفورنيا. تم اتهام وإدانة الملازم أول ألين لوسون بالتقصير في اداء الواجب لعصيان الأوامر (أن يقدم قائمة بمشاة البحرية المرابطين ومواقعهم لضابطه الأعلى النقيب إدواردز) ولعدم تسكينه اثنين من مرؤسيه كزوج (كما أمره قائد الكتيبة المقدم روبسون.